# غاتتشينا
غاتتشينا (بالروسية: Гатчина) هي إحدى مدن روسيا في الكيان الفدرالي الروسي لينينغراد أوبلاست.

## توأمة
لغاتتشينا اتفاقيات توأمة مع كل من:
- کوتبريج
- إسبو
- إيتلينغن
- ليكسينغتون
- بلدية إنشوبينغ منذ (1998 - )

## أعلام
- ألكسندر بوبليك
- ميخائيل شيغورين